# Acid breaks
Acid breaks – gatunek muzyki elektronicznej stanowiący połączenie breakbeatu i acidu.
Struktura linii perkusyjnej stosowanej w acid breaks jest taka sama jak w breakbeat, natomiast brzmienia pochodzą z automatu TB-303, co jest charakterystyczne dla gatunku acid. Pierwszy utwór tego nurtu stanowi Acid Break Zaka Baneya z 1987 r.